# International Watch Company
International Watch Company, (IWC) — швейцарский производитель часов. Компания основана в 1868 году и располагается в городе Шаффхаузен. В 2014 году бренд IWC был оценен в 760 млн. швейцарских франков, что вывело его на восьмое место в рейтинге самых дорогих брендов производителей швейцарских часов.

## История
- 1868 — американский часовщик Флорентин Ариосто Джонс и часовщик-предприниматель Йоханн Генрих Мозер основывают фирму International Watch Co. Компания начинает производить карманные часы с механизмом «Калибр Jones».
- 1874—76 — IWC акционируются и переходят в собственность банка «Schaffhauser Handelsbank».
- 1880 — компанию покупает промышленник Йоханнес Раушенбах-Вогель.
- 1885 — созданы первые часы с цифровым указателем часа и минут.
- 1890 — произведена первая карманная модель «Grande Complication». Модель имеет 1300 механических деталей.
- 1900 — созданы первые наручные часы для Британского Королевского флота и Германского Имперского флота. Рабочие часы поставляются для Берлинской трамвайной компании.
- 1904 — Модель «Калибр 72» производится до 1918 года, изготовлено всего 300 экземпляров.
- 1929 — Эрнст Якоб Хомбергер, наследник Раушенбаха, становится единоличным собственником компании.
- 1940 — начато производство классических часов большого размера «Portuguese», карманный механизм был использован в корпусе для наручных часов, и первой модели Pilot’s Watch, немагнитных часов для лётчиков, самой большой наручной модели IWC, Калибром 83.
- 1954 — создан автоматический механизм, используемый в модели Ingenieur и в модели Yacht Club.
- 1978 — IWC сотрудничает с Фердинандом Порше; создаются модели Porsche Design by IWC (Компас, хронограф Titan, Ocean 2000).
- 1983 — директором компании назначен Гюнтер Блюмляйн.
- 1985 — создан модуль для вечного календаря — первый модуль, все указатели которого настраиваются при помощи заводной головки. Механизм распознает число дней в месяце на протяжении ближайших 500 лет. Появился эксклюзивный указатель года с четырьмя цифрами.
- 1987 — выпускается «модель 900», первые наручные прямоугольные автоматические часы, водонепроницаемые и с вечным календарём.
- 1990 — создаётся наручная модель «Grande Complication», которая является самыми сложными часами, созданными на сегодняшний день. Модель имеет 9 стрелок и 659 деталей.
- 1993 — произведены часы «Destriero Scafusiae», механизм с ручным заводом, в котором с репетицией и вечным календарём сочетаются функция обратного отсчёта времени и турбийон.
- 1997 — коллекция GST названа по первым буквам металлов, использованных в ней (Gold, Steel и Titanium).
- 1998 — выпущена модель UTC. Пилотские часы с новаторской системой считывания показаний второго часового пояса.
- 1999 — коллекция GST дополняется моделью Deep One с механическим измерителем глубины. Выпущена модель для лётчиков — «Mark XV» с новым калибром и корпусом увеличенных размеров.
- 2000 — компанию приобрела группа Richemont. Выпускается механизм «Калибр 5000», которым оснащается модель Portuguese Chronograph Automatic, изготовленная в 2000 экземплярах. Калибр снабжён системой завода Pellaton, которая обеспечивает запас хода на 204 часа.

## Галерея

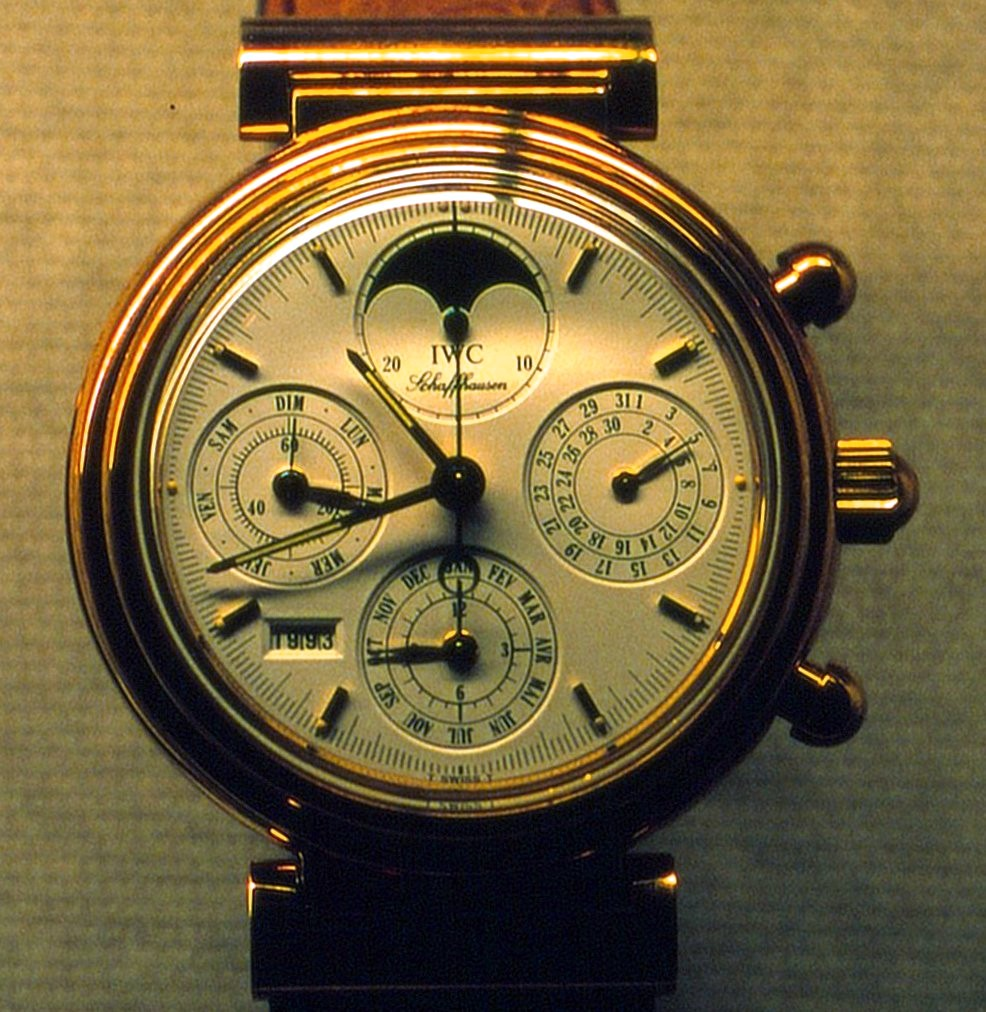
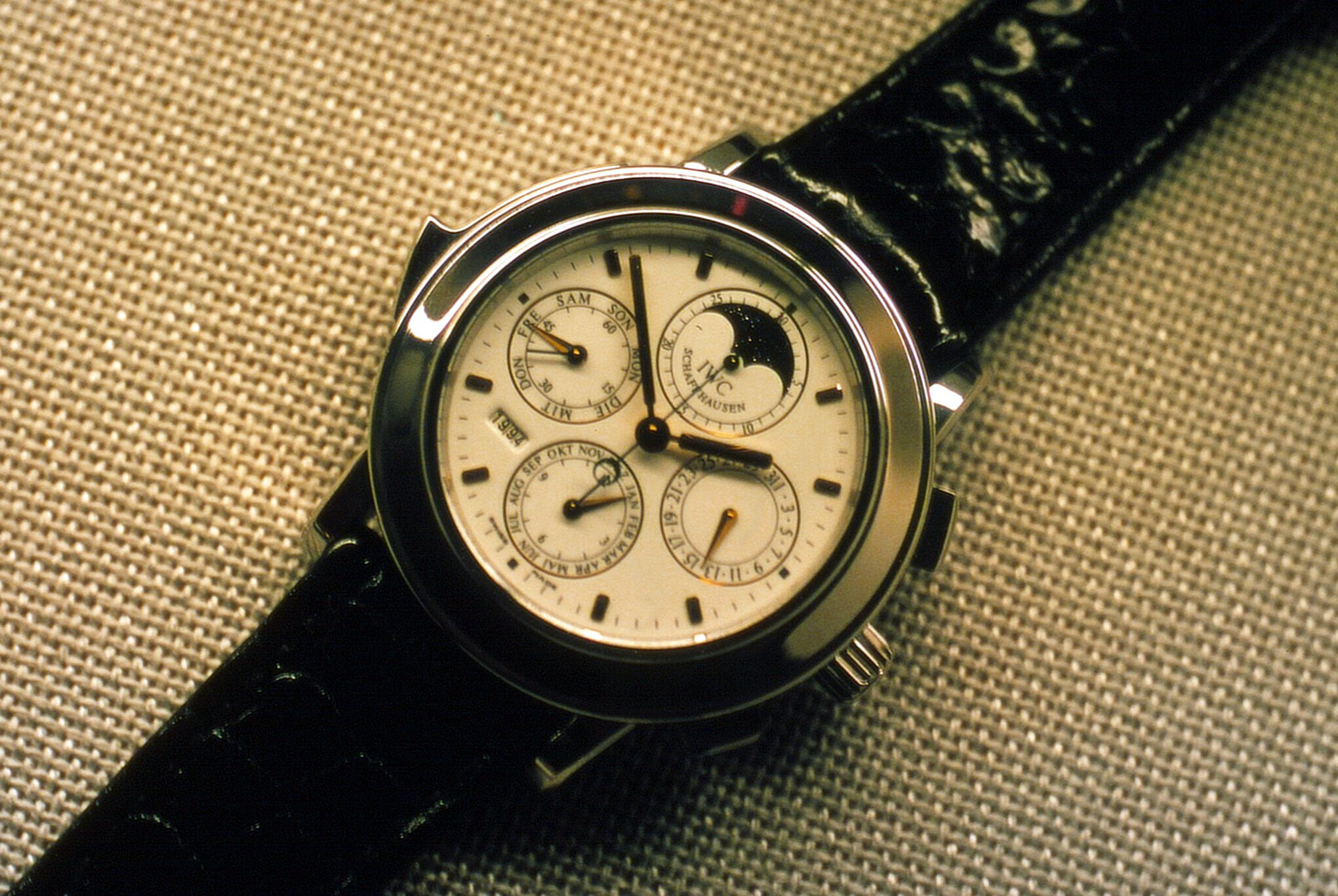
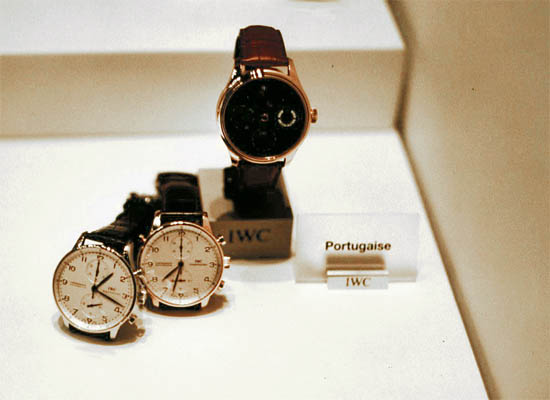
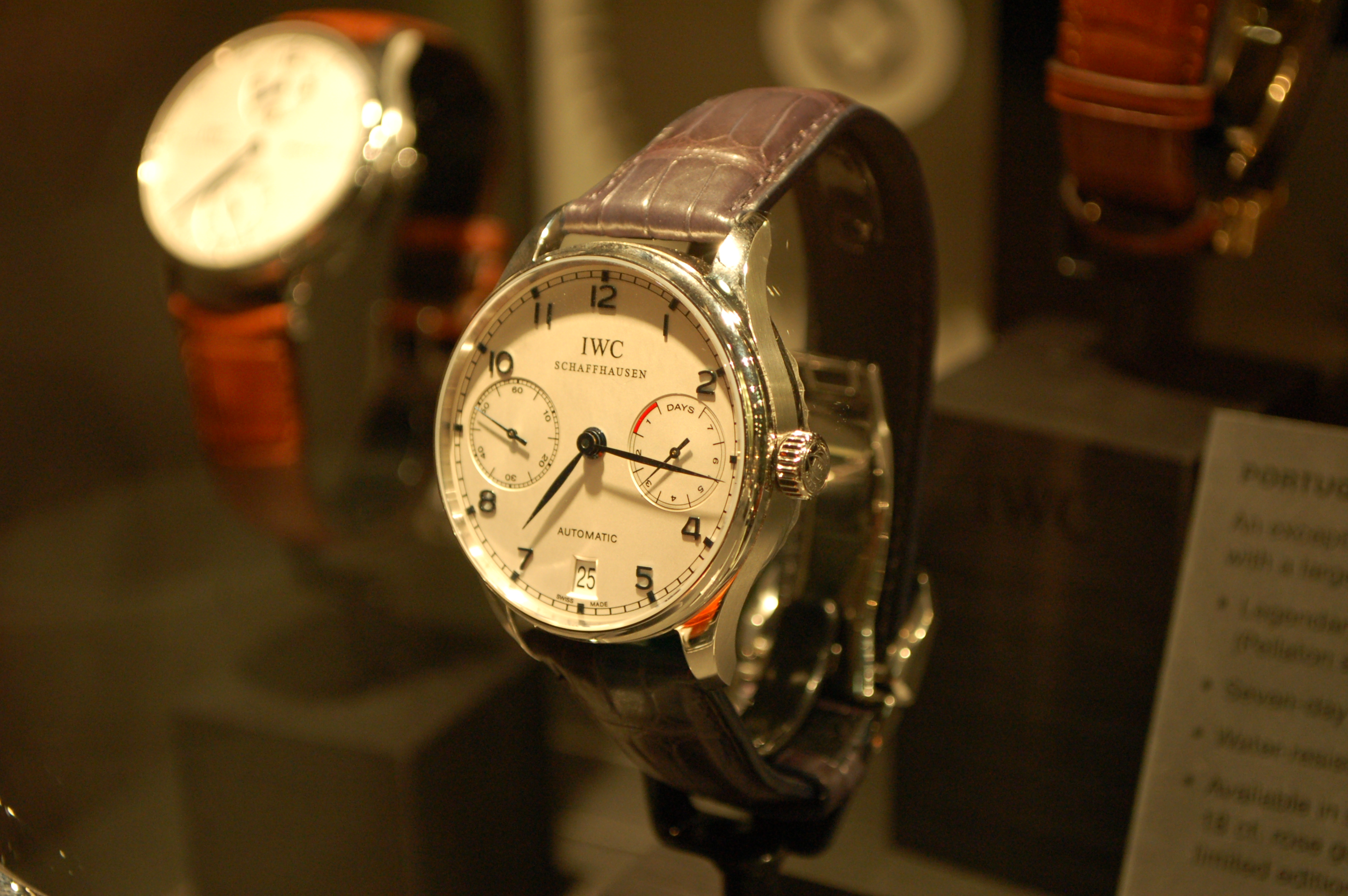
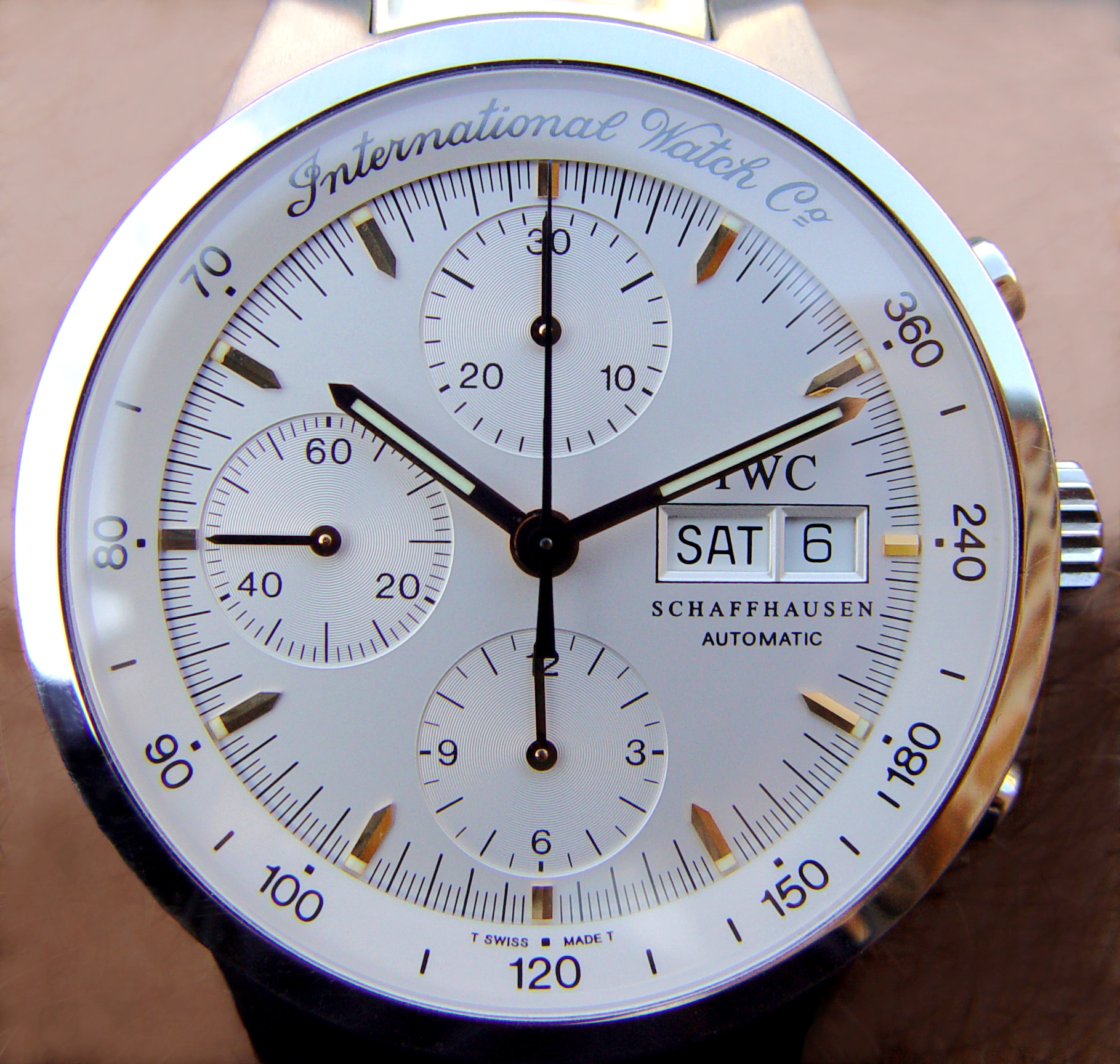